# Kreuz Bad Oeynhausen
Het Kreuz Bad Oeynhausen ligt in Duitse deelstaat Noordrijn-Westfalen.
Op dit klaverbladknooppunt met rangeerbanen sluiten de A30 vanaf Gildehaus en de B514 aan op de A2 (Kreuz Oberhausen-Dreieck Werder).

## Geografie
Het knooppunt ligt in Bad Oeynhausen in de Kreis Minden-Lübbecke. Nabijgelegen plaatsen zijn de Ortsteile Rehme, Hüffe, Babbenhausen en Oberbecksen van Bad Oeynhausen.
Nabijgelegen steden zijn Porta Westfalica en Vlotho. Het knooppunt ligt ongeveer 55 km ten oosten van Osnabrück, ongeveer 65 km ten westen van Hannover en ongeveer 30 km ten noordoosten van Bielefeld.
Niet ver van het knooppunt liggen de natuurgebieden Natur- und Geopark TERRA.vita en Weserbergland Schaumburg-Hameln.

## Rijstroken
Nabij het knooppunt heeft de A2 2x3 rijstroken en de A30 heeft 2x2 rijstroken.
Alle verbindingswegen hebben één rijstrook.
Bijzonderheden
Ter hoogte van het knooppunt liggen beide rijbanen over een lengte van twee kilometer op twee viaducten ongeveer honderd meter van elkaar gescheiden. De viaducten kruisen niet alleen het knooppunt maar ook enkele lokale wegen en ongeveer een kilometer ten oosten van het knooppunt kruisen ze ook de rivier de Wezer.

## Verkeersintensiteiten
In 2010 werd het knooppunt dagelijks door ongeveer 90.000 voertuigen gebruikt. 
| Van               | Naar                      | Gemiddeld aantal voertuigen per dag | Percentage vrachtverkeer |
| ----------------- | ------------------------- | ----------------------------------- | ------------------------ |
| AS Exter (A 2)    | AK Bad Oeynhausen         | 62.700                              | 19,7 %                   |
| AK Bad Oeynhausen | AS Porta Westfalica (A 2) | 87.400                              | 22,3 %                   |
| AS Rehme (A 30)   | AK Bad Oeynhausen         | 30.200                              | 21,8 %                   |
| AK Bad Oeynhausen | Autobahnende (B 514)      | 06.900                              | 05,5 %                   |

## Richtingen knooppunt
| Aansluitende wegen                            | Aansluitende wegen                           | Aansluitende wegen         | Aansluitende wegen | Aansluitende wegen |
| --------------------------------------------- | -------------------------------------------- | -------------------------- | ------------------ | ------------------ |
| richting Bad Oeynhausen Osnabrück / Amsterdam |                                              |                            |                    |                    |
|                                               |                                              |                            |                    |                    |
|                                               | richting Porta Westfalica Hannover / Berlijn |                            |                    |                    |
|                                               |                                              |                            |                    |                    |
| richting Bielefeld / Dortmund                 |                                              | richting Vlotho / Kalletal |                    |                    |